# Омский 96-й пехотный полк
96-й пехотный Омский полк — пехотная воинская часть Русской императорской армии.
Старшинство с 17 мая 1797 г.

## Формирование и кампании полка
Полк сформирован 17 мая 1797 г. в составе двух батальонов, под названием 3-го егерского полка; 31 октября 1798 г. полк был назван именем шефа, генерал-майора Гвоздева, 29 марта 1801 г. наименован — 2-м егерским и приведён в состав трёх батальонов.
В 1807 г. полк участвовал в войне с Францией, а в 1808—1809 гг. — в войне со Швецией.
В Отечественную войну полк сражался при Полоцке, Чашниках и на берегах Березины; в 1813 г. находился при занятии Берлина, затем принял участие в битве под Лейпцигом, после которой совершил поход в Голландию. За этот поход полку были пожалованы 15 ноября 1815 г. две серебряные трубы с надписью «3а вступление 2-го егерского полка в Амстердам 21 ноября 1813 г.». По возвращении из Голландии полк принял доблестное участие в сражениях при Краоне и Лаоне, за которые полку были пожалованы 15 января 1815 г. две серебряные трубы с надписью «За храбрость против французов при Краоне и Лаоне».
Последней кампанией 2-го егерского полка было участие в усмирении Польского мятежа.
20 января 1833 г. 2-й егерский полк был присоединён к Копорскому пехотному полку и передал ему свои отличия.
6 апреля 1863 г. из 4-го резервного батальона и бессрочно-отпускных был сформирован двухбатальонный Копорский резервный пехотный полк, который 13 августа 1863 г. был назван Омским пехотным полком и приведён в состав трёх батальонов с тремя стрелковыми ротами. При сформировании Омского полка из Копорского полка были переданы четыре серебряные трубы, пожалованные 2-му егерскому полку в 1815 г.; 25 марта 1864 г. полк получил № 96.
Во время русско-турецкой войны 1877—1878 гг. Омский полк охранял берега Дуная против Силистрии, 17 ноября и 1 декабря отбил наступление турок, а 7 января 1878 г. занял Журжу. 11 апреля 1879 г. полку были пожалованы знаки на головные уборы с надписью «За отличие в Турецкую войну 1877 и 1878 гг.».
7 апреля 1879 г. был сформирован 4-й батальон. 17 мая 1897 г., в день столетнего юбилея, полку пожаловано новое знамя с надписью «1797—1897», с Александровской юбилейной лентой.
Полковой праздник — 30 августа.
В 1880-е годы полк дислоцировался в Карелии и Финляндии, затем его перевели в село Медведь Новгородской губернии, а в 1892 году — в Псков.

## Знаки отличия полка
- Полковое знамя с надписью «1797—1897», с Александровской юбилейной лентой
- Серебряные трубы с надписями: на двух — «За храбрость против французов при Краоне и Лаоне» и на двух — «За вступление 2-го егерского полка 24 ноября 1813 г. в Амстердам»
- Знаки на головные уборы для нижних чинов и нагрудные для офицеров с надписью «За отличие в Турецкую войну 1877 и 1878 гг.».

## Командиры полка
- 21.04.1863 — 27.11.1864 — полковник фон Мек, Карл Карлович
- 27.11.1864 — 30.08.1869 — полковник фон Ден, Егор Александрович
- 30.08.1869 — 17.11.1875 — полковник Бирюков, Иван Сергеевич
- 17.11.1875 — 29.11.1878 — полковник Васильев, Николай Михайлович
- 08.12.1878 — 18.04.1890 — полковник Кршивицкий, Константин Фаддеевич
- 22.04.1890 — 18.09.1898 — полковник Попов, Виктор Васильевич
- 16.10.1898 — 26.03.1903 — полковник Данилов, Владимир Николаевич
- 03.04.1903 — 15.04.1907 — полковник Архипов, Николай Александрович
- 20.04.1907 — 13.02.1909 — полковник Турбин, Александр Фёдорович
- 24.02.1909 — 10.03.1914 — полковник Янов, Георгий Дмитриевич
- 22.03.1914 — 03.10.1914 — полковник Порошин, Дмитрий Аркадьевич
- 27.10.1914 — 28.11.1914 — полковник Пфингстен, Адольф Фердинандович
- 28.11.1914 — 30.01.1916 — полковник Кригер, Оскар-Густав-Александр Филиппович
- 02.02.1916 — 09.04.1917 — полковник Дашкевич-Горбацкий, Владислав Владиславович
- 21.06.1917 — 10.12.1917 — полковник Делль, Роберт Францевич

## Другие формирования этого имени
- Омский гарнизонный полк — сформирован в XVIII веке, во 2-й половине XIX и начале XX веков, после нескольких переформирований и переименований, вошёл в состав 3-го, 20-го и 22-го Туркестанских стрелковых полков.

## Известные люди, служившие в полку
- Артемьев, Иван Николаевич — советский военно-технический деятель, генерал-майор.
- Первушин, Михаил Григорьевич — генерал-майор, командир Невского 1-го пехотного полка.
- Пятс, Константин — 1-й Президент Эстонии
- Смирнов, Иван Васильевич — русский и голландский авиатор, старший пилот и главный консультант авиакомпании KLM